# Paul Ahrens
Paul Ahrens (* 2002 in Hamburg) ist ein deutscher Schauspieler.

## Leben
Paul Ahrens wirkte schon während seiner Schulzeit in mehreren Theaterproduktionen und konnte sich bei einer Schauspielagentur in Hamburg empfehlen. Seine erste größere Rolle spielte Paul Ahrens in dem ZDF-Film Die Luft zum Atmen. Das Drama erzählt die Lebensgeschichte der Schauspielerin Miriam Maertens, deren Leben und ihrer Karriere trotz einer tödlichen Krankheit.  Ahrens spielte die Rolle von Michael Martens neben unter anderem Peter Lohmeyer und Marc Benjamin. Der Film hatte seine Premiere auf dem Filmfest Hamburg 2021.
Von 2019 bis 2021 absolvierte er eine Schauspielausbildung an der New Talent Schauspielschule. 2021 übernahm Paul Ahrens eine Rolle in der Coming-Of-Age-Webserie Druck. In der siebten Staffel der Serie verkörperte er den bisexuellen Hobby-DJ Sascha Belin, der sich in Ismail verliebt. Die Serie wurde auf YouTube und zusätzlich in der ZDF-Mediathek ausgestrahlt.
In der ZDFneo-Miniserie Was wir fürchten (2023) spielte Ahrens eine der Hauptrollen, den 17-jährigen Pfarrerssohn Simon Schneider, der sich auf Wunsch seiner Eltern einer Konversionstherapie unterzieht, um von seiner Homosexualität „geheilt“ zu werden.
Paul Ahrens lebt in Hamburg.

## Filmografie
- 2020: Die Pfefferkörner (Fernsehreihe)
- 2020: SOKO Wismar (Fernsehserie, Folge Waidmannsheil)
- 2020: Die Luft zum Atmen (Fernsehfilm)
- 2021: Notruf Hafenkante (Fernsehserie, Folge Reine Seele)
- 2021: Polizeiruf 110: Seine Familie kann man sich nicht aussuchen (Fernsehserie)
- 2021: Druck (Webserie, Staffel 7)
- 2022: Druck (Webserie, Staffel 8)
- 2022: Nord Nord Mord (Fernsehserie, Folge Sievers und der erste Schrei)
- 2022: Tatort: Katz und Maus (Fernsehreihe)
- 2023: Was wir fürchten (Fernsehserie)
- 2023: Sweet Escape[13] (Kurzfilm, Regie: Richard Kranzin)
- 2024: Reset – Wie weit willst du gehen? (Fernsehserie)
- 2024: Was du von mir sehen kannst (Kinofilm)
- 2025: Unter anderen Umständen: Die einzige Zeugin (Fernsehfilm)
- 2025: Doppelhaushälfte (Folge Tausend Mal berührt)